# Angelina County
Angelina County je okres ve státě Texas v USA. Žije zde přibližně 86 tisíc obyvatel. Správním městem okresu je Lufkin. Celková rozloha okresu činí 2 239 km².